# Kishen Bholasing
Kishen Bholasing (3 augustus 1984 – Amsterdam, 12 april 2020) was een Surinaams-Nederlands zanger en percussionist.

## Biografie
Bholasing wordt een van de beste vertolkers van de baithak gana van zijn tijd genoemd. Hij was afkomstig uit een muzikale familie. Zijn vader Angad Bholasing, moeder Rosie Bholasing-Jiboth evenals zijn tante Motimala Bholasing hebben naam gemaakt in de baithak-gana-muziek.
Kishen Bholasing bespeelde de dhool en was leadzanger in de formatie Kishen & Friends. Hij trad op in Nederland en Suriname, tijdens evenementen variërend van de Holi-Phagwa tot sportevenementen van de Surinaamse Worstelfederatie.
Rond 24 maart 2020 werd bekend dat hij besmet was met het SARS-CoV-2-virus. Op 12 april overleed hij in het Academisch Medisch Centrum in Amsterdam aan de gevolgen van de ziekte. Bholasing werd 35 jaar oud en liet een vrouw en twee kinderen achter.
Zijn broer Rabinder bracht in juni 2020 postuum het album Khoon Se Khoon Juda Huwa uit waarop alle tien nummers door Kishen Bholasing zijn gezongen. 3,5 jaar voor zijn dood had hij de cd Kabi alvida na kehna opgenomen, naar het lied dat hij als afsluiter tijdens optredens zong en als bonustrack had willen toevoegen. Zijn vrouw maakte enkele weken na zijn dood bekend dat de de cd in mei 2021 alsnog zou worden uitgebracht.